# لزلی بلانش
لزلی بلانش (انگلیسی: Lesley Blanch؛ ۶ ژوئن ۱۹۰۴ – ۷ مهٔ ۲۰۰۷) یک روزنامه‌نگار، و نویسنده اهل بریتانیا بود. وی نخستین همسر رومن گاری بود که نهایتاً بدون داشتن فرزندی پس از ۱۷ سال زندگی مشترک در ۱۹۶۳ میلادی از یکدیگر جدا شدند.
او تولد یکصدمین سال زندگی‌اش را در ۲۰۰۴ میلادی جشن گرفت. بلانش یک ماه قبل‌از پایان ۱۰۳ سالگی‌اش درگذشت.
از آثار وی می‌توان به:
- فرح، شهبانوی ایران (۱۹۷۸ میلادی) (انگلیسی)
- پیر لوتی (۱۹۸۳ میلادی) (انگلیسی)

اشاره کرد.